# Rahimatpur
Rahimatpur är en ort i Indien.   Den ligger i distriktet Satara Division och delstaten Maharashtra, i den sydvästra delen av landet, 1 300 km söder om huvudstaden New Delhi. Rahimatpur ligger 649 meter över havet och antalet invånare är 17 260.
Terrängen runt Rahimatpur är platt åt sydväst, men åt nordost är den kuperad. Terrängen runt Rahimatpur sluttar västerut. Runt Rahimatpur är det tätbefolkat, med 276 invånare per kvadratkilometer. Närmaste större samhälle är Koregaon, 12,5 km norr om Rahimatpur. Omgivningarna runt Rahimatpur är en mosaik av jordbruksmark och naturlig växtlighet.